# Dichaea riopalenquensis
Dichaea riopalenquensis är en orkidéart som beskrevs av Dodson. Dichaea riopalenquensis ingår i släktet Dichaea och familjen orkidéer.
Artens utbredningsområde är Ecuador. Inga underarter finns listade i Catalogue of Life.